# Zaïd Bafdili
Zaïd Bafdili (Brussel, 25 oktober 2007) is een Belgisch voetballer die onder contract ligt bij Sporting Portugal.

## Clubcarrière
Bafdili begon zijn jeugdopleiding bij RSC Anderlecht, waar hij samenspeelde met onder andere Nunzio Engwanda. Na acht seizoenen stapte hij over naar KV Mechelen, waar hij twee seizoenen bleef. In 2022 ruilde Bafdili de jeugdopleiding van KV Mechelen voor die van KRC Genk, waar hij in november 2023 een driejarig contract ondertekende.
Op 10 november 2023 maakte Bafdili zijn profdebuut in het shirt van Jong Genk, het beloftenelftal van Genk in Eerste klasse B: in de 3-1-nederlaag tegen SL 16 FC liet trainer Jelle Coen hem in de slotfase invallen voor Ibrahima Sory Bangoura. Op 29 maart 2023 kreeg Bafdili op bezoek bij Beerschot VA zijn eerste basisplaats in Eerste klasse B.

## Clubstatistieken
| Seizoen     | Club        | Competitie      | Competitie | Competitie | Competitie | Beker | Beker | Beker | Internationaal | Internationaal | Internationaal | Totaal | Totaal | Totaal |
| Seizoen     | Club        | Competitie      | Wed.       | Dlp.       | Ass.       | Wed.  | Dlp.  | Ass.  | Wed.           | Dlp.           | Ass.           | Wed.   | Dlp.   | Ass.   |
| ----------- | ----------- | --------------- | ---------- | ---------- | ---------- | ----- | ----- | ----- | -------------- | -------------- | -------------- | ------ | ------ | ------ |
| 2023/24     | Jong Genk   | Eerste klasse B | 5          | 0          | 0          | —     | —     | —     | —              | —              | —              | 5      | 0      | 0      |
| 2024/25     | Jong Genk   | Eerste klasse B | 14         | 0          | 1          | —     | —     | —     | —              | —              | —              | 14     | 0      | 1      |
| Club Totaal | Club Totaal | Club Totaal     | 19         | 0          | 1          | 0     | 0     | 0     | 0              | 0              | 0              | 19     | 0      | 1      |
| Totaal      | Totaal      | Totaal          | 19         | 0          | 1          | 0     | 0     | 0     | 0              | 0              | 0              | 19     | 0      | 1      |

Bijgewerkt op 12 januari 2025.

## Privé
- Zijn zes jaar oudere broer Dalil speelde in het seizoen 2021/22 twee wedstrijden in Eerste nationale met Olympic Club Charleroi en komt sindsdien met het tweede elftal van Union Sint-Gillis uit in de Tweede afdeling.[7]
- Bafdili is een neef van Bilal Bafdili, die in het seizoen 2022/23 zijn profdebuut maakte bij KV Mechelen.[7]